# Periodo crítico

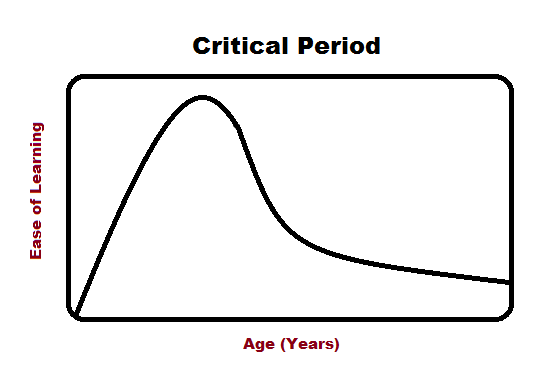
Gráfico de periodo crítico.

En todo general, el periodo crítico es un tiempo limitado donde un evento puede ocurrir, y que resulta en algún tipo de transformación. En psicología y biología del desarrollo, un periodo crítico es una fase en el ciclo de la vida cuando un organismo tiene un nivel más alto de sensibilidad a estímulos exógenos que son obligatorios para el desarrollo de una habilidad particular. Si el organismo no recibe el estímulo adecuado durante este “periodo crítico", puede resultar menos exitoso, o incluso imposible a la hora de desarrollar algunas de las funciones vitales posteriores. La idea general es que el fracaso en aprender una habilidad particular da lugar a que las áreas corticales normalmente asignadas a esa función no sean usadas. Como resultado estas áreas del cerebro no utilizadas eventualmente se adaptarán para realizar una función diferente y por lo tanto ya no estarán disponibles para realizar otras funciones. La coincidencia de los períodos críticos para los sistemas auditivos, visuales y vestibulares sugiere que el período de tiempo puede ser universal para emergentes sistemas sensoriales.
Esto es fundamentalmente diferente que el período sensible, que es un período más prolongado de tiempo durante el desarrollo cuando un individuo es más receptivo a tipos específicos de estímulos ambientales, por lo general, esto sucede porque el desarrollo del sistema nervioso es especialmente sensible a ciertos estímulos sensoriales. Esto hace que el individuo sea más predispuesto al aprendizaje. Por ejemplo, el período crítico para el desarrollo de la visión binocular de un niño se cree ser entre tres y ocho meses. La sensibilidad al daño se extiende por lo menos los tres años de edad. Otros períodos críticos han sido identificados para el desarrollo de los sistemas auditivos y vestibulares. Hay períodos críticos durante el desarrollo temprano postnatal en los que se puede producir impresión, como cuando un ánsar común se apega a una figura paterna las primeras 36 horas después de la eclosión. Un pinzón joven debe oír el canto de un pinzón adulto antes de que madurar sexualmente, o nunca aprenderá correctamente la canción, que es muy intrica. Estas observaciones han llevado a algunos a plantear la hipótesis de que hay períodos críticos en ciertas áreas del saber humano, en particular en la adquisición del lenguaje.
Confirmación de la existencia de un período crítico para una capacidad particular requiere pruebas de que hay un punto después del periodo en el cual correlaciona el comportamiento asociado ya no se relaciona con edad entonces la habilidad se queda al mismo nivel. Los que están expuestos a los estímulos después del período crítico reaccionaran significativamente peor que aquellos que fueron expuestos a los mismos estímulos en el momento adecuado. Ciertas investigaciones experimentales en períodos críticos han implicado privar de estímulos a animales en diferentes etapas del desarrollo. Al mismo tiempo, otros estudios han analizado a niños privados de ciertas experiencias debido a una enfermedad (como la ceguera temporal), o el aislamiento social (como los niños salvajes). Muchos de los estudios de investigación de un período crítico para la adquisición del lenguaje se han centrado en los niños sordos de padres oyentes.

## Lingüística

### Adquisición de un primer lenguaje
La Hipótesis del Periodo Crítico dice que los primeros años de vida constituyen el tiempo durante el cual el lenguaje se desarrolla rápidamente y tras el cual  la adquisición del lenguaje es mucho más difícil y a la larga menos exitosa. La hipótesis del período crítico fue propuesta por el lingüista Eric Lenneberg en 1967.
Penfield y Roberts (1959) y Lenneberg (1967) fueron los primeros en proponer un período crítico para la adquisición de la primera lengua. Esta hipótesis se basa en la evidencia de (1) los niños salvajes y las víctimas de maltrato infantil que fueron criados sin exposición al lenguaje humano y por lo tanto son incapaces de adquirir por completo la capacidad de producirlo (2) los niños sordos que no han podido desarrollar el lenguaje hablado después de la pubertad; (3) evidencia que los niños con afasia tienen una mejor oportunidad de recuperación que los adultos afásicos. En la hipótesis fundamental, Lenneberg (1967) afirma que entre la infancia y la adolescencia (5 años de edad a la pubertad) constituye el tiempo durante el cual el lenguaje se desarrolla rápidamente y después del cual la adquisición del lenguaje es mucho más difícil y menos exitosa.
La Hipótesis del Periodo Crítico fue desarrollada por Pinker (1994), quien propuso que la adquisición del lenguaje se garantiza durante la infancia, y está en peligro progresivamente hasta que termina la pubertad, y es improbable después. Según Pinker, los cambios fisiológicos en el cerebro son la causa posible de la finalización del período crítico para la adquisición del lenguaje.
Los más famosos casos de niños que no adquirieron la lengua normalmente son Genie y Víctor de Aveyron. Sin embargo, también es posible que estos niños estuvieran retrasados desde la infancia y hubieran sido abandonados por causa de esto, o que la incapacidad de desarrollar el lenguaje viniera del tratamiento extraño e inhumano que sufrieron. Otra evidencia viene de la neuropsicología donde se sabe que los adultos, mucho más allá del período crítico, son más propensos a sufrir trastornos permanentes del lenguaje por daño cerebral que los niños. Se cree que esto es el resultado de la plasticidad juvenil de reorganización neural. La naturaleza de este fenómeno, sin embargo, ha sido uno de los temas más debatidos en la psicolingüística y la ciencia cognitiva en general durante décadas.

### Aprendizaje de un segundo lenguaje
La teoría también ha sido extendida al periodo crítico para la adquisición de una segunda lengua, aunque esta en general no ha sido tan aceptada.  Por supuesto, que los alumnos mayores que aprenden una segunda lengua rara vez alcanzan la fluidez nativa como otros estudiantes más jóvenes, a pesar de que a menudo progresan más rápido en las etapas iniciales que los niños.  Esto es generalmente aceptado como evidencia que apoya la CPH.  David Singleton señala que en el aprendizaje de una segunda lengua, “más jóvenes significa mejor en el largo plazo”, pero señala que hay muchas excepciones, como cuando 5% de los adultos bilingües dominan una segunda lengua, a pesar de que la aprenden ya como adultos – mucho después de cualquier periodo crítico haya llegado a su fin.  “La hipótesis del periodo crítico dice que la adquisición de una segunda lengua debe ser lograda antes de la lateralización cerebral, alrededor de la edad de la pubertad.  Una predicción de esta hipótesis es que la adquisición de una segunda lengua puede ser relativamente rápida, exitosa y similar a una primera lengua, solo si ocurre antes de la pubertad.  La adquisición de una segunda lengua implica un período crítico, sin embargo, en general se acepta que los jóvenes que aprenden un segundo idioma logran fluidez más frecuentemente que los alumnos mayores.  Los alumnos mayores pueden ser capaces de hablar el idioma pero no tendrán la fluidez de otros más jóvenes.  El periodo crítico de la adquisición de una segunda lengua coincide aproximadamente con la etapa de las operaciones formales de la teoría de Jean Piaget sobre la desarrollo cognitivo.

## Visión
En los mamíferos, las neuronas en el cerebro que procesan la visión desarrollan después del nacimiento, según señales de los ojos.  Un experimento histórico por David H. Hubel y Torsten Wiesel (1963) demostró que los gatos que tenían un ojo cocido y cerrado desde el nacimiento hasta los tres meses de edad (privación monocular) solo desarrollan visión completamente en el ojo abierto.  Ellos mostraron que las columnas de la corteza visual primaria reciben aportes del otro ojo se hace cargo de las áreas que normalmente recibirían aportes del ojo privado. En general, los análisis electrofisiológicos de los axones y de las neuronas en el núcleo geniculado lateral mostraron que las propiedades visuales receptivas de campo son comparables a gatos adultos, sin embargo, las capas de corteza que fueron privadas tienen menos actividad y menos respuestas capaces de ser aislado. Los gatitos tenían columnas de dominancia ocular anormalmente pequeñas (la parte del cerebro que procesa la visión) conectados al ojo cerrado, y las columnas anormalmente grandes conectado con el ojo abierto. Esto no ocurrió con los gatos adultos, incluso cuando un ojo se cierra con sutura durante un año. Resultados similares fueron encontrados en experimentos posteriores en monos.
En un experimento de seguimiento, Hubel y Wiesel (1963) exploraron las respuestas corticales presentes en gatos después de la privación binocular; les resultó difícil encontrar células activas en la corteza, y las respuestas que obtenenieron eran lentos o rápidos -fatigante. Sin embargo, estos gatitos desarrollaron binocularidad normal. Hubel y Wiesel primero en explicaron el mecanismo, conocido como selectividad de orientación, en la corteza visual de mamíferos. Orientación afinación, un modelo que se originó con el modelo de ellos, es el concepto de que los campos receptivos de las neuronas que excitan una simple célula cortical están arreglados en filas. Este modelo era importante porque fue capaz de describir un período crítico para el desarrollo adecuado de las columnas normales ocular de dominancia en el núcleo geniculado lateral, y por lo tanto capaz de explicar los efectos de la privación monocular durante este período crítico. El período crítico para los gatos es de unos tres meses, y para los monos, unos seis meses. 
En un experimento similar, Antonini y Stryker (1993) examinaron los cambios anatómicos que pueden ser observados después de la privación monocular ellos compararon. Las pérgolas frente geniculocortical axonales en animales monocular privadas a largo plazo (4 - semanas) a corto plazo (6-7 días) durante el período crítico establecido por Hubel y Wiesel (1993). Ellos encontraron que en el largo plazo, la privación monocular provoca ramificación reducida en el extremo de las neuronas, mientras que la cantidad de los aferentes asignados al ojo que n fue privado las aumenta. Incluso en el corto plazo, Antonini y Stryker (1993) encontraron que las neuronas geniculocortical se vieron afectadas de manera similar. Esto apoya el concepto antes mencionado de un período crítico para el desarrollo adecuado de la visión neural en la corteza. 
En los seres humanos, algunos bebés nacen ciegos en uno o ambos ojos, por ejemplo, debido a las cataratas. Incluso cuando su visión es restaurada después por tratamiento, su vista no funciona de la forma normal como para alguien que tenía la visión binocular de luz o ha tenido cirugía para restaurar la visión poco después del nacimiento. Por lo tanto, es importante tratar a los bebés que nacen ciegos pronto si su condición es tratable.
Expresión de la proteína Lynx1 se ha asociado con la finalización normal del período crítico para la plasticidad sináptica en el sistema visual.

## Estampación
En la psicología, la impresión es cualquier tipo de aprendizaje rápido que ocurre en una etapa particular de la vida que se produce con independencia del resultado de la conducta. Konrad Lorenz es bien conocido por sus estudios clásicos de la impronta filial en graylag gansos. Lorenz estudió un fenómeno en el que los gansos forman un vínculo con el primer objeto que se encontraron. Esto parece ser irreversible y desarrollado solo durante un breve "período crítico", que es aproximadamente 24 horas después de la eclosión.

## Procesamiento auditivo
Muchos estudios han apoyado una correlación entre el tipo de estímulos auditivos presentes en el ambiente postnatal y el desarrollo del desarrollo topográfico y estructural del sistema auditivo.
Los primeros informes sobre los períodos críticos de vinieron de los niños sordos y los animales que recibieron un implante coclear para restaurar la audición. Aproximadamente al mismo tiempo, tanto en un estudio electroencefalográfico por Sharma, Dorman y Spahr y una investigación in vivo de la plasticidad cortical en los gatos sordos por Kral y colegas demostraron que la adaptación al implante coclear está sujeta a un período temprano de desarrollo. Estos datos demuestran, tanto para los niños como para los animales, que la comprensión del período crítico tiene consecuencias para el tratamiento médico de la pérdida auditiva. 
Los estudios recientes han examinado la posibilidad de un período crítico para la conectividad tálamo-cortical en el sistema auditivo. Por ejemplo, Zhou y Merzenich (2008) estudiaron los efectos del ruido en el desarrollo en la corteza auditiva primaria en ratas. En su estudio, las ratas fueron expuestas a ruido de impulsos durante el período crítico y el efecto sobre el procesamiento cortical se midió. Las ratas que fueron expuestas a ruidos de impulsos durante el período crítico tenían neuronas corticales que fueron menos capaces de responder a los estímulos repetidos, el entorno auditivo temprano interrumpe organización estructural normal durante el desarrollo.
En un estudio relacionado, Barkat, Polley y Hensch (2011) observaron cómo la exposición a diferentes frecuencias de sonido influye en el desarrollo del mapa tonotópica en la corteza auditiva primaria y el cuerpo geniculado ventral médico. En este experimento, los ratones fueron criados ya sea en ambientes normales o en presencia de 7 kHz tonos durante los primeros días después del parto. Ellos encontraron que los ratones que fueron expuestos a un ambiente auditivo anormal durante un período crítico P11-P15 tuvieron un mapa atípico tonotópica en la corteza auditiva primaria. Estos estudios apoyan la idea de que la exposición a ciertos sonidos en el período crítico pueden influir en la desarrollo de mapas tonotópica y las propiedades de respuesta de las neuronas. En general, el medio ambiente de auditiva temprana influye en el desarrollo estructural y especificidad de la respuesta de la corteza auditiva primaria. 

## Sistema vestibular
En nuestro sistema vestibular, las neuronas no están desarrolladas y maduran durante el período crítico de las primeras 2-3 semanas de vida. Por lo tanto, la interrupción de la maduración durante este período puede causar cambios en el equilibrio normal y el movimiento a través del espacio. Los animales con desarrollo vestibular anormal tienden a tener habilidades motoras irregulares. Los estudios han demostrado que los animales con deficiencias genéticas vestibulares durante este período crítico han alterado fenotipos vestibulares, muy probablemente como resultado de la falta de entrada insuficiente de los canales semicirculares y anomalías dopaminérgicas. Por otra parte, la exposición a los estímulos vestibulares anormales durante el período crítico se asocia con el desarrollo anormal del motor.

## Memoria
Estudios recientes también admiten la posibilidad de un período crítico para el desarrollo de las neuronas que median el procesamiento de la memoria. La evidencia experimental apoya la noción de que las neuronas jóvenes en el giro dentado adulto tienen un período crítico (alrededor de 1-3 semanas después del nacimiento neuronal) durante el cual son parte integral de la formación de memoria. Aunque la razón exacta detrás de esta observación es indefinida, Los estudios sugieren que las propiedades funcionales de las neuronas de esta edad hace que sean  más adecuados para este fin; estas neuronas: (1) Permanecen hiperactivas durante la formación de recuerdos, (2) son más excitables, y (3) Más depolarizable fácilmente debido a gabaérgicas efectos. También es posible que las neuronas no hyperplasticity hacen más útil en la formación de la memoria, si estas neuronas jóvenes tienen más plasticidad de las neuronas adultas en el mismo contexto, serían capaces de ser más influyente en números más pequeños.   El papel de estas neuronas en el giro dentado adulto en el procesamiento de la memoria está apoyado por el hecho de que los experimentos de comportamiento han demostrado que un giro dentado intacta es integral a la formación de memoria del hipocampo. Se ha especulado que la circunvolución dentada actúa como una estación de retransmisión para la información relacionada con la memoria almacenamiento. La probabilidad de un período crítico podría cambiar la manera de ver el proceso de memorización, ya que en última instancia significa que la colección de neuronas presentes se reponía constantemente como neuronas nuevas sustituyen a los antiguos. Si un período crítico existe, esto podría significar que: (1) las diversas poblaciones de neuronas que representan eventos que ocurren poco después entre sí pueden conectar los eventos temporalmente en la formación de la memoria y el procesamiento, o (2) Que estas diferentes poblaciones de neuronas distinguen entre hechos similares, independientemente de la posición temporal, o (3) las poblaciones separadas pueden mediar en la formación de nuevos recuerdos cuando los mismos acontecimientos se producen con frecuencia.

## Síndrome de Alcoholismo Fetal
Los estudios en animales en el desarrollo fetal han indicado un período crítico para el tipo de lesión neuronal que causa el síndrome de alcoholismo fetal. En los ratones, por ejemplo, la exposición al alcohol alrededor del día 7 de la gestación puede causar anormalidades faciales asociados con el FAS (Coles, 1994). Análogos resultados se han encontrado en monos, y la tendencia general es que la exposición temprana es mucho más perjudicial en el desarrollo normal de la exposición más adelante en la gestación, a pesar de una mayor cantidad de alcohol consumida en las últimas etapas del embarazo. La exposición al alcohol más tarde en el embarazo tiene su propio conjunto de resultados. En las ratas, la exposición al alcohol durante la segunda mitad de la gestación resulta en el peso cerebral bajo, porque es cuando las neuronas de la corteza se diferencian y se mueven a sus áreas funcionales apropiados. La presencia de alcohol perturba la sincronización y el proceso de migración celular. En la rata equivalente del "tercer trimestre", la exposición al alcohol provoca malformaciones del cerebelo y el hipocampo. Los estudios en humanos han demostrado que la exposición al alcohol durante el primer trimestre se relaciona con anormalidades craneofaciales y el peso bajo al nacer. Anormalidades craneales y faciales son más probablemente asociados con la exposición al alcohol durante las primeras 8 semanas del primer trimestre, debido al interrumpo de la dismorfia facial. Por otra parte, las anomalías más graves se han asociado con un menor coeficiente intelectual.
- Datos: Q626890